# Bersjad
Bersjad (ukrainsk: Бершадь) er en by i det historiske landskab Podolien i det vestlige Ukraine. Byen ligger ca. 124 km sydøst for byen Vinnytsja ved floden Dokhna. Den har 12.205 (2022) indbyggere og ligger i Hajsyn rajon i Vinnytska oblast.